# Giusti tra le nazioni italiani
I Giusti tra le nazioni italiani (in ebraico חסידי אומות העולם‎?, Chasidei Umot HaOlam) sono gli italiani non-ebrei inseriti nella banca dati ufficiale dell'Istituto Yad Vashem di Gerusalemme, per aver agito in modo eroico a rischio della propria vita e senza interesse personale per salvare anche un solo ebreo dal genocidio nazista della Shoah. L'elenco non è in alcun modo inclusivo di tutti coloro che si prodigarono per la salvezza di ebrei durante l'Olocausto in Italia. Contiene esclusivamente coloro cui tale onorificenza sia stata ufficialmente assegnata secondo i criteri specifici dell'Istituto.
A gennaio 2022 i giusti tra le nazioni incoronati dallo Yad Vashem erano 28.217, dei quali 794 sono italiani. L'Italia era a gennaio 2022 l'ottava nazione per maggior numero di "Giusti" certificati dalla commissione preposta da Yad Vashem.

## I giusti italiani

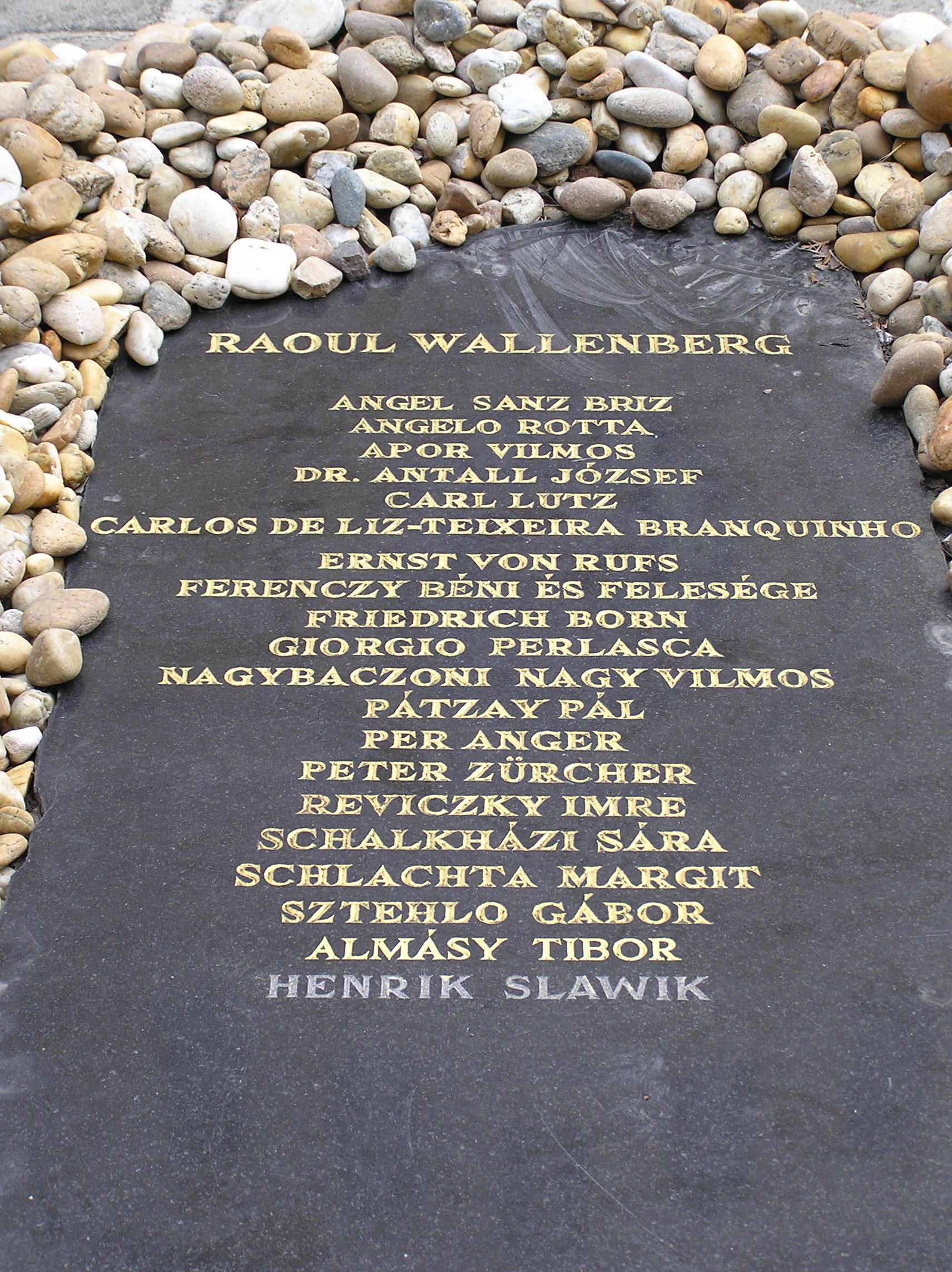
Memoriale dei Giusti tra le nazioni nel parco Raoul Wallenberg di Budapest; nella lista dei nomi, quelli di Angelo Rotta e Giorgio Perlasca

Tra gli uomini e donne di ogni ceto che ospitarono e protessero ebrei a rischio della loro vita, in alcuni casi sacrificando la loro vita, vi sono:
- medici (Carlo Angela, Giovanni Borromeo, Giuseppe Caronia, Luca Canelli, Enzo Casini, Giuseppe Moreali);
- funzionari dello Stato, impiegati comunali (Antonio Gigli), carabinieri (Giacomo Avenia, Giacomo Bassi, Osman Carugno, Roberto Castracane, Angelo De Fiore, Francesco Garofano, Antonio Lorenzini, Ercole Piana, Carlo Ravera, Pellegrino Riccardi, Enrico Sibona, Vittorio Zanzi, Calogero Marrone;
- militari (Fosco Annoni, Rinaldo Arnaldi, Giuseppe Azzali, Benedetto De Beni, Arturo Gatti);[5]
- membri della Resistenza, partigiani e antifascisti (Rinaldo Arnaldi, Giuseppe Brusasca, Giacinto Domenico Lazzarini, Fortunato Sonno, Lorenzo Spada).
- pastori protestanti (il valdese Tullio Vinay e l'avventista Daniele Cupertino);
- il vescovo cattolico monsignor Giuseppe Placido Nicolini ad Assisi, il vescovo cattolico missionario in Brasile, ancora studente a Roma mons. Camillo Faresin, il nunzio apostolico Angelo Rotta a Budapest, il cardinale ed arcivescovo di Firenze Elia Dalla Costa, i futuri vescovi e cardinali don Vincenzo Fagiolo e don Pietro Palazzini a Roma, mons. Gennaro Verolino a Budapest;[6]
- numerosi sacerdoti cattolici e suore (don Angelo Bassi, don Arrigo Beccari, don Enzo Boni Baldoni, don Guido Bortolameotti, don Alfredo Braccagni, don Francesco Brondello, don Eugenio Bussa, don Ugo Corsini, don Michele Carlotto, don Leto Casini, don Alessandro Daelli, don Angelo Dalla Torre, don Giuseppe De Zotti, don Giulio Facibeni, don Alfredo Melani, fratel Alessandro Di Pietro, don Giulio Gradassi, don Vivaldo Mecacci, don Ernesto Ollari, don Arturo Paoli, don Ferdinando Pasin, don Pietro Pappagallo, don Francesco Repetto, don Benedetto Richeldi, don Luigi Rosadini, don Dante Sala, don Carlo Salvi, don Beniamino Schivo, don Giovanni Simioni, don Gaetano Tantalo, don Raimondo Viale), (padre Armando Alessandrini, padre Pasquale Amerio, padre Francesco Antonioli, padre Benedetto Maria, padre Aldo Brunacci, padre Antonio Dressino, padre Mario Leone Ehrhard, padre Giuseppe Girotti, padre Rufino Niccacci, padre Francesco Raspino, padre Cipriano Ricotti, padre Emanuele Stablum), (madre Maria Antoniazzi, madre Virginia Badetti, madre Emilia Benedetti, madre Anna Bolledi, madre Ester Busnelli, madre Maria Corsetti, madre Maria Maddalena Cei, madre Maria Angelica Ferrari, madre Marta Folcia, madre Elisabetta Maria Hesselblad, madre Barbara Lavizzari, madre Marie Marteau, madre Emma Talamonti, madre Benedetta Vespigiani, madre Paola Taroli);

Tra i giusti italiani vi sono persone, come Giorgio Perlasca o Angelo Rotta, la cui azione ha portato alla salvezza di migliaia di persone; altri (come Francesco Repetto e Carlo Salvi, Leto Casini e padre Cipriano Ricotti, padre Aldo Brunacci e padre Rufino Niccacci, don Arturo Paoli, padre Maria Benedetto, don Arrigo Beccari, don Raimondo Viale, ecc.) i quali si trovarono a gestire complesse reti di assistenza clandestina in collaborazione con la DELASEM; e persone che, più semplicemente, ma con uguale dedizione, hanno salvato anche una sola vita.
La maggior parte dei giusti sono persone comuni che messe alla prova in circostanze eccezionali si trovarono a compiere atti talora straordinari, e persone altrimenti famose, come il ciclista Gino Bartali, il teologo Ernesto Buonaiuti, lo storico Arturo Carlo Jemolo, la famiglia di gioiellieri Bulgari, lo scrittore Tullio Colsalvatico.
Molti tra essi subirono l'esperienza del carcere, degli interrogatori e delle percosse (don Arrigo Beccari, don Alfredo Braccagni, Alfonso Canova, don Leto Casini, Leonilda Barsotti Pancani, Ferdinando Natoni, don Dante Sala, Vincenzo Tambini, e altri). Sei di essi furono deportati in Germania (Lina Crippa-Leoni e Torquato Fraccon a Mauthausen, padre Giuseppe Girotti, Calogero Marrone e Giovanni Palatucci a Dachau, Odoardo Focherini a Hersbruck, Enrico Sigona). Cinque di essi (Odoardo Focherini, Torquato Fraccon, padre Giuseppe Girotti, Calogero Marrone e Giovanni Palatucci) non fecero ritorno dalla loro prigionia; altri morirono nella lotta partigiana, come Rinaldo Arnaldi, perito in combattimento sull'altopiano di Asiago, e Lorenzo Spada, catturato e impiccato nella piazza di Demonte (Cuneo) o come don Pietro Pappagallo, vittima dell'eccidio delle Fosse Ardeatine.
La solidarietà italiana si estese oltre i confini nazionali: Giorgio Perlasca, monsignor Angelo Rotta e i Cicutti in Ungheria; i Citterich (i genitori del giornalista Vittorio Citterich) in Grecia; Gino Signori in Germania; Lorenzo Perrone in Polonia; Fosco Annoni in Ucraina.
Il numero dei giusti italiani è in continuo aumento con il crescere delle testimonianze e della documentazione ma risulta ancora sottostimato in confronto a quello registrato in altre nazioni europee: la salvezza dell'80-85% della popolazione ebraica italiana dovette infatti richiedere la complicità e la connivenza di migliaia di persone. Per molte di esse si ha una qualche documentazione più circostanziata o sono emerse testimonianze attendibili, pur in assenza, al momento, di un riconoscimento ufficiale.

## Lista alfabetica
L'elenco ufficiale di Yad Vashem riporta in ordine alfabetico i cognomi delle famiglie dei giusti italiani. Oltre ai nomi dei componenti del nucleo familiare, viene indicato l'anno in cui l'onorificenza è stata assegnata. A questi dati si è aggiunto il riferimento ai luoghi dove è avvenuta l'opera di salvataggio.
L'onorificenza è riservata esclusivamente a non-ebrei. Nell'elenco non sono quindi compresi i numerosi ebrei italiani clandestinamente impegnati nel salvataggio dei loro confratelli e con i quali molti dei giusti italiani ebbero stretti legami di collaborazione, figure come Raffaele Cantoni, Angelo Donati, Mario Finzi, Bernardo Grosser, Giorgio Nissim, Settimio Sorani, Massimo Teglio, i rabbini Nathan Cassuto e Riccardo Pacifici, e altri.

## A

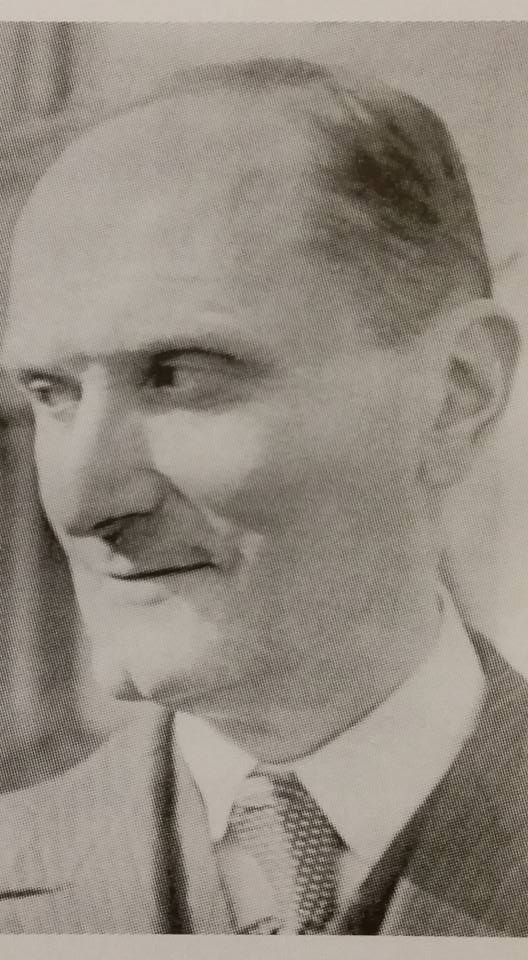
Carlo Angela

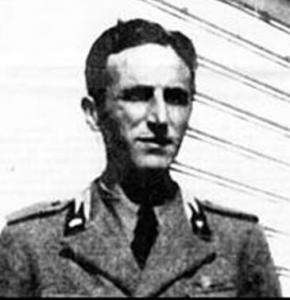
Rinaldo Arnaldi

| Cognome                  | Nome                                                        | Città                            | Data             | Persone salvate | Note                 |
| ------------------------ | ----------------------------------------------------------- | -------------------------------- | ---------------- | --- | -------------------- |
| Aceti                    | Pietro, Mario e Giuseppina                                  | Gignese, Piemonte                | 18 agosto 2003   | Guido, Alberta e Wanda Manasse                                                                                             | [ 9 ] [ 10 ] [ 11 ]  |
| Adami                    | Ulisse e Ada                                                | Siena, Toscana                   | 26 ottobre 1982  | Wanda, Annalisa, Giacomo, Lina, Lucia e Luigi Sadun                                                                        | [ 12 ] [ 13 ]        |
| Afan de Rivera Costaguti | Achille e Giulia (Florio)                                   | Roma, Lazio                      | 6 maggio 2002    | Salvatore Sermoneta e 15 altre                                                                                             | [ 14 ] [ 15 ] [ 16 ] |
| Aldrovandi               | Antonio e Giulia (Porta)                                    | San Maurizio d'Opaglio, Piemonte | 17 febbraio 2013 | Liana e Piero Weisz | [ 17 ] [ 18 ] [ 19 ] |
| Alessandri               | Spartaco e la sua madre Mimma                               | Cagli, Marche                    | 18 luglio 2004   | Max Federmann, Renata, Gina e Vittorio Foligno, Lisetta Morpurgo                                                           | [ 20 ] [ 21 ]        |
| Alessandrini             | don Armando                                                 | Roma, Lazio                      | 6 ottobre 1996   | Aulo Camerini, Aldo e Renato Di Castro, Giuseppe Foa, Franco, Gualtiero, Gugliemo Rossi, Maurizio Rossi, Guido Tagliacozzo | [ 22 ] [ 23 ]        |
| Ambrostolo               | Emilio e Virginia                                           | Cessole, Piemonte                | 19 maggio 1999   | Ettore, Delia e Vittorio Tedesco, Bianca, Michelina, Adriana e Fausto Luzzati                                              | [ 24 ]               |
| Amendola                 | Maria                                                       | Roma, Lazio                      | 26 maggio 1983   | Michael Tagliacozzo | [ 25 ] [ 26 ]        |
| Amerio                   | Padre Pasquale                                              | Saluzzo, Piemonte                | 22 maggio 1983   | Bruna ed Erminia Dina, Adriano, Elena, Jaffe e Angioletta Girion, Benedetta Levi                                           | [ 27 ] [ 28 ]        |
| Andreani                 | Luisa (Colombo)                                             | Como, Lombardia                  | 29 febbraio 2004 | Vittorio Altaras, Fritz Michaelis, Harim Relles, Gualtero Schubert                                                         | [ 29 ] [ 30 ]        |
| Andreoni                 | Gildo, la madre Elisa Muzzarelli e la sorella Rosa          | Fanano, Emilia-Romagna           | 16 dicembre 2014 | Cesare, Carla, Benedetta ed Emma Valabrega                                                                                 | [ 31 ] [ 32 ] [ 33 ] |
| Angela                   | Carlo                                                       | San Maurizio Canavese            | 2001             | |                      |
| Angeli                   | Pietro e Dina (Rossetti)                                    |                                  | 2018             | |                      |
| Anichini                 | Giuseppe e Anna                                             | Livorno                          | 2007             | |                      |
| Annoni                   | Fosco e la sua sorella Tina                                 | Leopoli e Parma                  | 1993             | |                      |
| Antolini                 | Umberto e i suoi genitori                                   | Ferrara                          | 1983             | |                      |
| Antoniazzi               | Maria (madre Antonia)                                       | Roma, Lazio                      | 2004             | |                      |
| Antonioli                | don Francesco                                               | Roma, Lazio                      | 1996             | |                      |
| Antoniono                | Pietro, Maria (Brunetto) e il figlio Carlo                  | Torre Canavese                   | 2013             | |                      |
| Arduini                  | Luigia                                                      |                                  | 2018             | |                      |
| Arleri                   | Giovanni Battista, Clelia (Damonte) e il figlio Elio Arleri | Asti                             | 2004             | |                      |
| Arnaldi                  | Rinaldo                                                     |                                  | 1983             | |                      |
| Avenia                   | Giacomo                                                     | Calestano                        | 1999             | |                      |
| Avondet                  | Michel e Leontina                                           |                                  | 1981             | |                      |
| Azzali                   | Giuseppe                                                    |                                  | 2003             | |                      |

## B

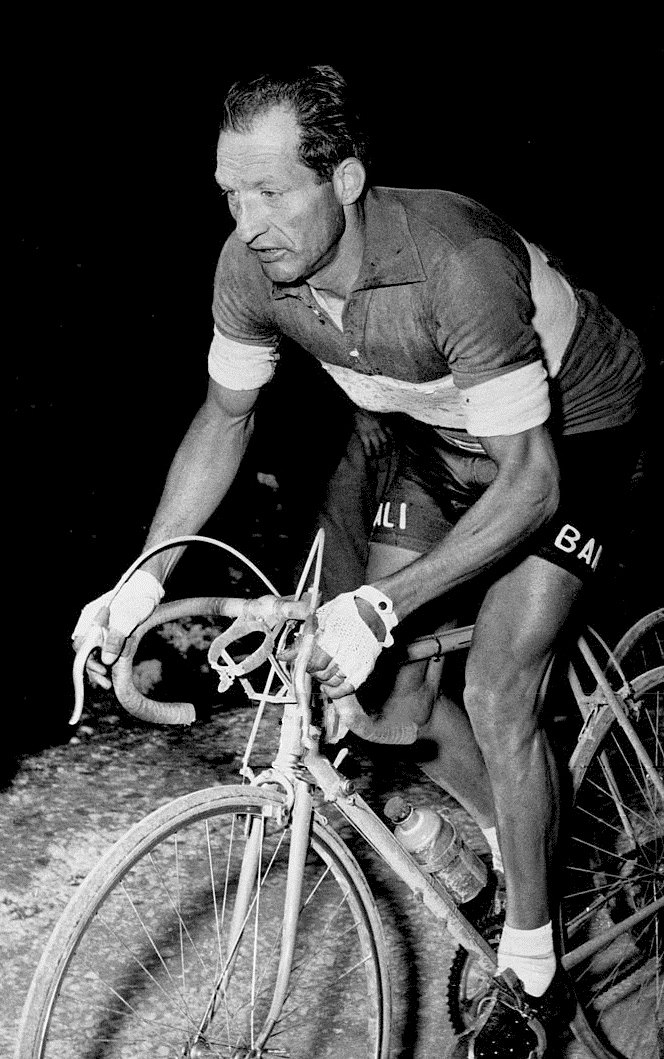
Gino Bartali

Giacomo Bassi

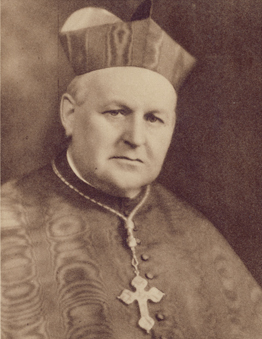
Card. Pietro Boetto

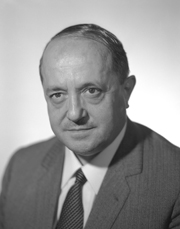
Giuseppe Brusasca

| Cognome             | Nome                             | Altri giusti riconosciuti                           | Città                  | Data | Note   |
| ------------------- | -------------------------------- | --------------------------------------------------- | ---------------------- | ---- | ------ |
| Badarello           | Enrico                           | con Mafalda (Bosio)                                 | Terzo                  | 2019 |        |
| Badetti             | Virginia (madre Maria Augustina) |                                                     |                        | 1998 |        |
| Badini              | Gustavo                          | con Rosanna (Andreon)                               |                        | 2011 |        |
| Bandini-Scerbanenko | Teresa "Liuba"                   |                                                     |                        | 2002 |        |
| Barale              | don Vincenzo                     |                                                     |                        | 2014 |        |
| Barbano             | Sigismondo Ugo                   | (Collegio San Giuseppe De Merode)                   |                        | 2014 |        |
| Barbieri            | Ostilio                          | con Amelia (Prevoli)                                | Calestano              | 1999 |        |
| Bardoni             | Oberdan                          |                                                     | Roma, Lazio            | 2017 |        |
| Bartali             | Gino                             |                                                     |                        | 2013 | [ 34 ] |
| Bartalucci (I)      | Biagio                           | con Armida (Bellucci)                               |                        | 2003 |        |
| Bartalucci (II)     | Bruno                            | con Giacomina (Gallinaro)                           |                        | 2003 |        |
| Bartoleschi         | Vincenzo                         | con Rosmunda (Gennari) e il figlio Benedetto        |                        | 2005 |        |
| Bassi (I)           | Mons. Angelo                     |                                                     |                        | 2004 |        |
| Bassi (II)          | Giacomo                          |                                                     | San Giorgio su Legnano | 1998 |        |
| Basso               | Lida (Frisini)                   |                                                     |                        | 1978 |        |
| Bastianon           | Alessandro                       |                                                     |                        | 1997 |        |
| Battistella         | Ida (Granzotto)                  |                                                     |                        | 2015 |        |
| Beccari             | Mons. Arrigo                     |                                                     | Nonantola              | 1964 |        |
| Bellato             | Mons. Agostino                   |                                                     |                        | 2013 |        |
| Bellio              | Gino                             | con Elsa (Poianella)                                |                        | 1998 |        |
| Belmissieri         | Giovanni                         | con la figlia Gina                                  |                        | 2005 |        |
| Benedetti           | Emilia (suor Maria Agnese)       |                                                     |                        | 1998 |        |
| Bertoglio           | Mons. Francesco                  |                                                     | Roma, Lazio            | 2011 |        |
| Bertone             | Antonio                          |                                                     |                        | 2006 |        |
| Bettin              | Regina                           | con Giovanni Bettin                                 |                        | 1994 |        |
| Bezzan              | Emmo                             | con Brunilde (Sigismondi) e la figlia Lavinia Poggi |                        | 1984 |        |
| Biasion             | Giovanna Maria (Vavassori)       |                                                     |                        | 2012 |        |
| Bichi               | Nella                            |                                                     |                        | 2018 |        |
| Billour             | Amato                            | con Letizia Billour                                 |                        | 1981 |        |
| Bisogni (I)         | Martino                          | con Maria (Mazzieri)                                | Pitigliano             | 2002 |        |
| Bisogni (II)        | Renato                           | con Giovanna                                        |                        | 1974 |        |
| Biviglia            | Suor Giuseppina                  |                                                     |                        | 2013 |        |
| Bizzi               | Edmondo Carlo                    | con Nerina (Montebello) e le figlie Bianca e Laura  |                        | 2004 |        |
| Bocchese            | Arturo                           | con Renata (Brambilla)                              |                        | 2015 |        |
| Boetto              | Card. Pietro                     |                                                     | Genova                 | 2016 |        |
| Boldetti            | Luciana                          |                                                     |                        | 1984 |        |
| Bolledi             | Anna (suor Emerenzia)            |                                                     |                        | 1997 |        |
| Bonaiti             | Giuseppe                         | con Luigia (Baracchetti)                            |                        | 1997 |        |
| Bonechi             | Ettore                           |                                                     |                        | 2007 |        |
| Boni-Baldoni        | don Enzo                         |                                                     | Quara                  | 2002 |        |
| Bonini              | madre Nicoletta                  |                                                     |                        | 2017 |        |
| Borgogni            | Vasco                            | con Ada (Rosi)                                      | Siena, Toscana         | 2012 |        |
| Borromeo            | Giovanni                         |                                                     | Roma, Lazio            | 2004 |        |
| Borsotto            | Antonio                          |                                                     |                        | 2014 |        |
| Bortolameotti       | Mons. Guido                      |                                                     |                        | 1981 |        |
| Bortoletto          | Mons. Daniele                    |                                                     | Montebelluna           | 2023 |        |
| Bossi               | Mons. Francesco                  |                                                     | Crema                  | 2014 |        |
| Braccagni           | don Alfredo                      |                                                     |                        | 1978 |        |
| Bracci              | Umberto                          | con la figlia Lina Bracci Marchetti                 |                        | 1990 |        |
| Brandi (I)          | Nino                             | con Rita (Scrivani)                                 |                        | 2004 |        |
| Brandi (II)         | Suor Ermella                     |                                                     |                        | 2013 |        |
| Brandone            | Domenico                         | con Luigia (Armellino)                              | Cessole, Piemonte      | 1999 |        |
| Breccia Fratadocchi | Giuseppe                         | con Lucia                                           |                        | 2012 |        |
| Brizi               | Luigi                            | con il figlio Trento                                | Assisi                 | 1997 |        |
| Brondello           | don Francesco                    |                                                     |                        | 2004 |        |
| Brugnoli            | Luigi                            | con Ombrellina (Cavalca)                            |                        | 2000 |        |
| Brunacci            | Mons. Aldo                       |                                                     | Assisi                 | 1977 |        |
| Brunazzo            | Guerrino                         |                                                     |                        | 2016 |        |
| Brunetti            | Roberto                          | con Maria Brunetti                                  | Caprarola              | 2005 |        |
| Brusasca            | Giuseppe                         |                                                     |                        | 1969 |        |
| Brutti              | Giuseppe                         | con Elvira (Lucci)                                  |                        | 2004 |        |
| Bucci               | Giovanbattista                   | con Laura                                           |                        | 2005 |        |
| Buffa               | don Franco                       |                                                     |                        | 2015 |        |
| Bulgari             | Constantino                      | con Laura Bulgari                                   | Roma, Lazio            | 2003 |        |
| Buonaiuti           | Ernesto                          |                                                     | Roma, Lazio            | 2012 |        |
| Burian              | Anita (Pesante)                  |                                                     |                        | 1983 |        |
| Busnelli            | Sandra (suor Ester)              |                                                     |                        | 1995 |        |
| Bussa               | don Eugenio                      |                                                     |                        | 1990 |        |

## C

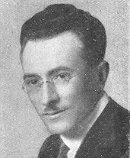
Giuseppe Caronia

| Cognome       | Nome                    | Altri giusti riconosciuti                          | Città                | Data | Note   |
| ------------- | ----------------------- | -------------------------------------------------- | -------------------- | ---- | ------ |
| Cabrusa       | Emilia                  | con Giorgio                                        | Velletri             | 1997 |        |
| Caglio        | Virgilio                | con Amalia                                         | Canelli              | 1999 |        |
| Cagnassi      | Sabino                  |                                                    |                      | 2014 |        |
| Caligiuri     | Clelia                  |                                                    | Piavon               | 1966 |        |
| Campolmi      | Gennaro                 |                                                    | Firenze              | 1976 |        |
| Candini       | Pio                     | con Gina                                           | San Giorgio di Piano | 1998 |        |
| Canelli       | Luca                    |                                                    |                      | 1999 |        |
| Canessa       | Mario                   |                                                    | Tirano               | 2008 |        |
| Canova        | Alfonso                 |                                                    | Bologna              | 1968 |        |
| Cappello      | Giovanni                | con Luigia                                         | Venezia              | 1996 |        |
| Cardinali     | Ciro                    |                                                    | Livorno              | 2007 |        |
| Cardini (I)   | Gino                    |                                                    | Siena, Toscana       | 1982 |        |
| Cardini (II)  | Lodovico                | con Lydia                                          | Siena, Toscana       | 1982 |        |
| Carini        | Alberto                 | con Maria (Giacconi)                               |                      | 2009 |        |
| Carlotto      | don Michele             |                                                    | Valli del Pasubio    | 1996 |        |
| Caronia       | Giuseppe                |                                                    | Roma, Lazio          | 1996 |        |
| Carugno       | Osman                   |                                                    | Bellaria             | 1985 |        |
| Casale        | Maddalena (Giraudi)     |                                                    |                      | 2012 |        |
| Casarotto     | Giuseppe                | con Teresa (Pozzato)                               |                      | 2013 |        |
| Casini (I)    | don Leto                |                                                    | Firenze              | 1966 |        |
| Casini (II)   | Enzo                    | con Maria Pia (Bellini)                            |                      | 1977 |        |
| Casolari      | Giovanni                | con Denilia (Romani) e le sorelle Cristina e Maria |                      | 2013 |        |
| Castaldo      | Maria                   |                                                    |                      | 2011 |        |
| Castelli      | Filippo                 | con Gina (Frangini)                                | Roma, Lazio          | 1983 |        |
| Castiglioni   | Ettore                  |                                                    |                      | 2016 |        |
| Castracane    | Roberto                 |                                                    | Villa Santa Maria    | 1978 |        |
| Castruccio    | Giuseppe                |                                                    | Salonicco            | 2023 | [ 35 ] |
| Cattaneo      | Lydia (Gelmi)           |                                                    | Bergamo              | 1974 |        |
| Cavasin       | Mons. Vittorio          |                                                    |                      | 2015 |        |
| Cecchini (I)  | Elena Cecchini          |                                                    |                      | 2013 |        |
| Cecchini (II) | Saturno                 | con Derna (Peruzzi)                                |                      | 2015 |        |
| Cei           | Maria Maddalena         | per le Serve di Maria SS. Addolorata               | Firenze              | 1997 |        |
| Cencelli      | Armando                 | con Luisa (Gessini)                                |                      | 2018 |        |
| Cerioli       | Angelo                  | con la figlia Dina                                 | Magenta              | 1997 |        |
| Cevoli        | Giorgio                 |                                                    |                      | 2006 |        |
| Ciccotti      | Lajos                   | con i figli Luigi & Jozsef                         | Budapest             | 2000 |        |
| Citterich     | Mario                   | con Lina                                           | Salonicco            | 1987 |        |
| Ciuccoli      | Francesco               | con Emilia                                         | Giampereta           | 2002 |        |
| Civica        | Giuseppe                | con Angelina                                       |                      | 2006 |        |
| Coduri        | Elvezio                 | con Olive Cosgrove                                 | Suna                 | 1983 |        |
| Colbertaldo   | Ida (Mozzachiodi)       |                                                    |                      | 2010 |        |
| Colsalvatico  | Tullio                  |                                                    | Fiastra              | 2009 |        |
| Comba         | Alfredo                 | con Maria (Avondet)                                |                      | 1981 |        |
| Conci         | Ines                    | con Aurelio                                        | Milano               | 1978 |        |
| Conte         | Natale                  | con Maria                                          |                      | 2016 |        |
| Cordani       | Severino                | con Celestina Cordani e la figlia Maria            |                      | 2015 |        |
| Cornini       | Attilio                 | con Iole (Bosi) Cornini                            |                      | 2011 |        |
| Corrias       | Salvatore               |                                                    |                      | 2006 |        |
| Corsetti      | Maria (suor Ferdinanda) |                                                    |                      | 1997 |        |
| Corsini       | Ugo                     |                                                    |                      | 2013 |        |
| Cortile       | Luigi                   |                                                    |                      | 2022 | [ 36 ] |
| Costa         | Dalmiro                 | con Verbana (Grosso) Costa                         |                      | 2017 |        |
| Costantini    | Cesare                  | con Letizia (Frangini)                             | Roma, Lazio          | 1983 |        |
| Costanzi      | Giuseppe                | Elena (Simonetti)                                  | Roma, Lazio          | 1999 |        |
| Crippa-Leoni  | Lina                    |                                                    | Milano               | 1978 |        |
| Croci         | Guido                   |                                                    |                      | 2015 |        |
| Cugnach       | Vittorio                |                                                    |                      | 2006 |        |
| Cunial        | Fausto                  |                                                    | Possagno             | 1997 |        |
| Cupertino     | Past. Daniele           | con Teresa (Morelli)                               | Roma, Lazio          | 1983 |        |
| Custo         | Emanuele                | con Rosetta Custo-Cadibrocco                       | Serra Riccò          | 1989 |        |

## D

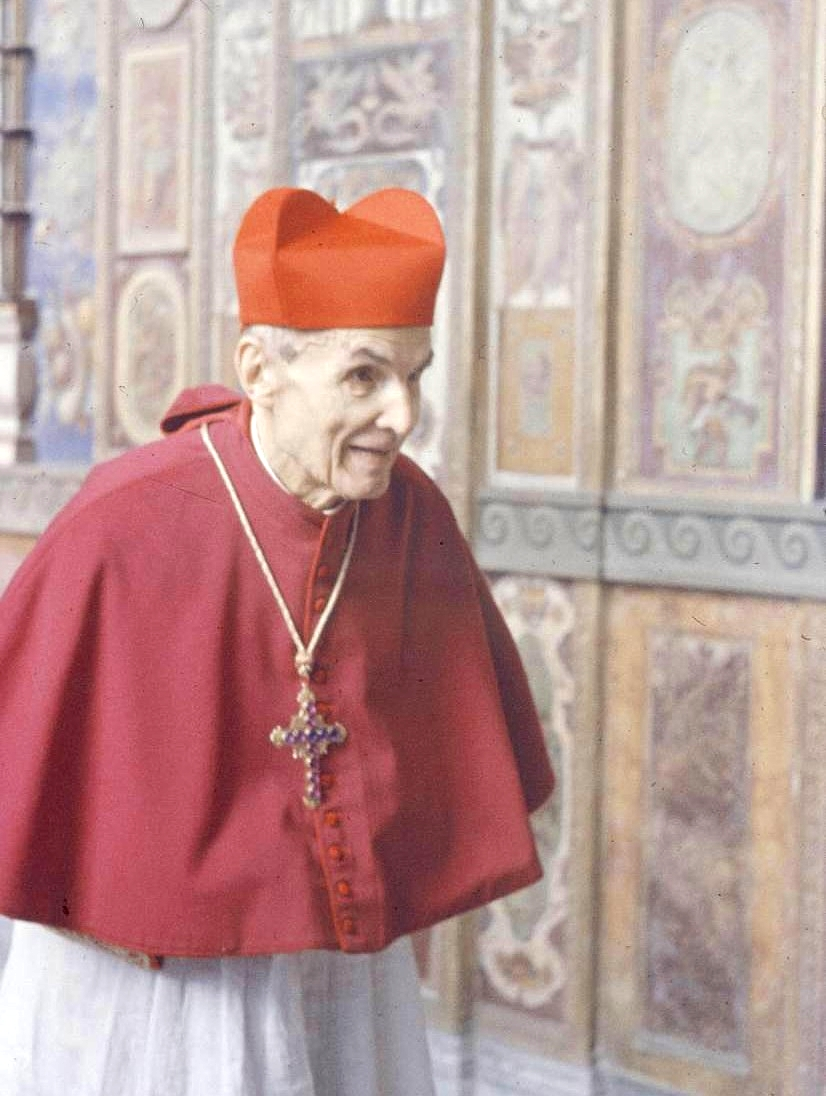
Card. Elia Dalla Costa

| Cognome            | Nome                                                 | Altri giusti riconosciuti                          | Città             | Data             | Note |
| ------------------ | ---------------------------------------------------- | -------------------------------------------------- | ----------------- | ---------------- | ---- |
| Daelli             | don Alessandro                                       |                                                    | Roma, Lazio       | 2 settembre 1999 |      |
| Dainelli           | Luciano                                              | con i genitori Vincenzo e Adele (Pacchiarotti)     | Pitigliano        | 18 marzo 2002    |      |
| Dalla Costa        | Sua Eminenza Elia Dalla Costa arcivescovo di Firenze |                                                    |                   | 26 novembre 2012 |      |
| Dalla Torre        | don Angelo                                           |                                                    | Treviso           | 14 dicembre 1965 |      |
| Dalla Valle        | Antonio                                              |                                                    | Bagnacavallo      | 28 aprile 1974   |      |
| Danese             | Erminia                                              |                                                    |                   | 2012             |      |
| Darmon-Valeri      | Pina                                                 |                                                    | Roma, Lazio       | 29 gennaio 1974  |      |
| De Angelis         | Enrico                                               | con Giuseppina Di Carlo De Angelis                 | Roma, Lazio       | 24 giugno 1996   |      |
| De Bellis          | Orlando                                              | con Maria                                          | Porto Recanati    | 2006             |      |
| De Beni            | Benedetto                                            |                                                    |                   | 8 settembre 1996 |      |
| De Fiore           | Angelo                                               |                                                    | Roma, Lazio       | 8 luglio 1969    |      |
| De Franc           | Benvenuto                                            | con Carlotta Carletti De Franc                     | Roma, Lazio       | 5 luglio 1983    |      |
| De Ghantuz-Cubbe   | don Raffaele                                         |                                                    |                   | 2010             |      |
| De Marco           | Alfredo                                              | con Giuseppina De Marco (Rucci) e la figlia Giulia | Atessa            | 30 aprile 2006   |      |
| De Micheli Tommaso | Mario                                                | con Ada Tommasi De Micheli                         |                   | 18 novembre 1982 |      |
| De Zotti           | don Giuseppe                                         |                                                    |                   | 14 dicembre 1965 |      |
| Della Lucia        | Giulio Vittorio                                      | con Isabella (Puccini Bigi)                        |                   | 2015             |      |
| Della Nave         | Giovanni                                             | con Mariangela Rabbiosi Della Nave                 |                   | 23 luglio 2003   |      |
| Della Sale         | Josephine (suor Thomasine)                           |                                                    |                   | 2015             |      |
| Dell'Agnola        | Alessandro                                           |                                                    |                   | 2009             |      |
| Dequarti           | Paolo                                                |                                                    |                   | 2010             |      |
| Di Gori            | Piero                                                | con Albina Di Gori                                 | Montale           | 4 ottobre 1992   |      |
| Di Grassi          | Sem                                                  | con Maria Grassi                                   | San Piero Agliana | 4 ottobre 1992   |      |
| Di Pietro          | fratel Alessandro                                    |                                                    | Roma, Lazio       | 16 luglio 2001   |      |
| Di Russo           | Marzio                                               | con Gabriella                                      |                   | 2008             |      |
| Dominici           | Giovanni                                             | con Annunziata                                     |                   | 2013             |      |
| Dressino           | padre Antonio                                        |                                                    | Roma, Lazio       | 31 luglio 1995   |      |
| Drigo              | Giuditta                                             |                                                    |                   | 19 aprile 1998   |      |

## E
| Cognome | Nome              | Altri giusti riconosciuti | Città       | Data | Note |
| ------- | ----------------- | ------------------------- | ----------- | ---- | ---- |
| Ehrhard | padre Maria Leone |                           | Roma, Lazio | 2001 |      |

## F

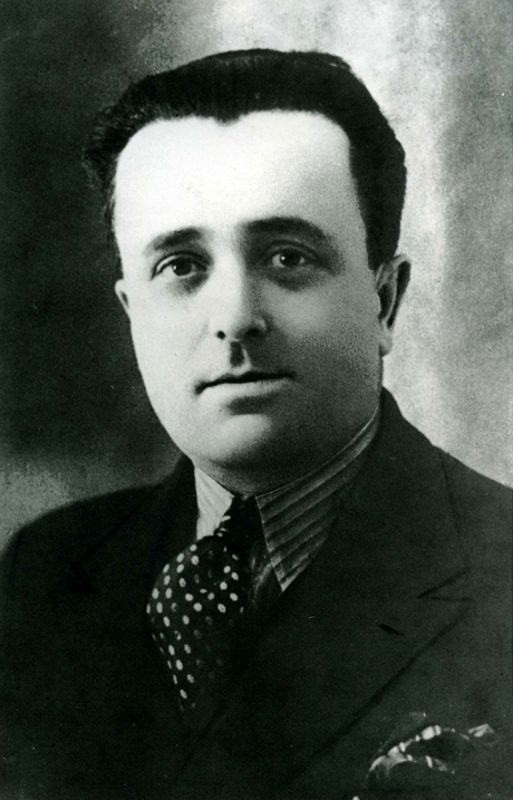
Odoardo Focherini

| Cognome       | Nome                | Altri giusti riconosciuti             | Città          | Data | Note    |
| ------------- | ------------------- | ------------------------------------- | -------------- | ---- | ------- |
| Facibeni      | mons. Giulio        |                                       | Firenze        | 1996 |         |
| Fagiolo       | mons. Vincenzo      |                                       | Roma, Lazio    | 1983 |         |
| Faina         | Aldo Faina          | con Francesca Faina                   |                | 2008 |         |
| Falchetti     | Agostino            | con Clementina (Martifagni) Falchetti |                | 2015 |         |
| Fantera       | Bruno               | con la madre Esifile                  | Roma, Lazio    | 2008 |         |
| Fantoni       | Renato              | con Beatrice (Bartolini) Fantoni      |                | 2016 |         |
| Faraoni       | Alfonso             | con Delia Faraoni                     |                | 2006 |         |
| Faresin       | mons. Camillo       |                                       | Belo Horizonte | 1969 | Menorah |
| Felici        | Pietro              |                                       |                | 2007 |         |
| Ferrari (I)   | Anna (Bedone)       | con Giovanni Ferrari                  |                | 1997 |         |
| Ferrari (II)  | suor Maria Angelica |                                       |                | 1992 |         |
| Ferraris      | Luigi               |                                       |                | 2006 |         |
| Focherini     | Odoardo             |                                       | Carpi          | 1969 |         |
| Folcia        | suor Marta          |                                       |                | 1994 |         |
| Fraboni       | Benedetto           |                                       |                | 2014 |         |
| Fraccon       | Torquato            |                                       |                | 1978 |         |
| Franchitti    | Nicandro            |                                       |                | 2009 |         |
| Frangini      | Amalia              |                                       | Roma, Lazio    | 1983 |         |
| Frielingsdorf | Maurizio            | con Maria Frielingsdorf               |                | 2006 |         |
| Furlan        | Elvira              |                                       |                | 1990 |         |

## G
| Cognome           | Nome                              | Altri giusti riconosciuti                      | Città                               | Data             | Note   |
| ----------------- | --------------------------------- | ---------------------------------------------- | ----------------------------------- | ---------------- | ------ |
| Galbiati          | Carletto                          | con Pina                                       |                                     | 2011             |        |
| Galetti           | Salvatore                         | con Anna Signori Galetti                       | Laglio                              | 23 marzo 2005    |        |
| Gallina           | Elio                              |                                                | Treviso                             | 2007             |        |
| Galvani (I)       | Pietro                            | con Giovanna Belmessieri Galvani               |                                     | 18 aprile 2005   |        |
| Galvani (II)      | Guelfo Galvani                    |                                                | Milano                              | 14 ottobre 1985  |        |
| Gandolfi          | Giuseppe                          | con Albina Gigliotti Gandolfi                  | Ostia Parmense                      | 23 febbraio 2005 | [ 38 ] |
| Garagnoli         | Attilio                           | con Marie (Bevigani)                           |                                     | 2012             |        |
| Garbini           | Antonio Garbini                   |                                                | Magenta                             | 22 dicembre 1997 |        |
| Gardin            | Pietro                            | con Elisabetta (Manfre)                        |                                     | 2011             |        |
| Garibaldi         | Ciro                              | con Maria Cassinelli Garibaldi                 | Frisolino                           | 22 dicembre 1997 |        |
| Garofano          | Francesco                         | con Elsa Garofano                              | Grognardo                           | 16 gennaio 1979  |        |
| Gatti             | Arturo                            |                                                | Karvaloc                            | 15 giugno 1991   |        |
| Gazzola           | Alfonso                           | con Pierina (Lessio)                           |                                     | 2010             |        |
| Gelati            | Giovanni                          | con Lydia (Cardon)                             |                                     | 2012             |        |
| Gennaretti        | Nazzareno                         | con Maria (Fava)                               |                                     | 2010             |        |
| Gennari           | Igino                             | con Corina                                     |                                     | 2003             |        |
| Gentili           | Mario                             |                                                | Roma, Lazio                         | 25 febbraio 1996 |        |
| Gerbalena-Zanardi | Luciano                           |                                                | Roma, Lazio                         | 8 settembre 1986 |        |
| Gerbalena         | Paolo                             | con Ebe                                        |                                     | 2012             |        |
| Gessini           | Ludovico                          | con la figlia Iole                             |                                     | 2018             |        |
| Ghelli            | Vittorio                          | con Bianca Ghelli                              | Milano                              | 14 ottobre 1985  |        |
| Gianaroli         | Sisto                             | con Alberta (Seruti)                           |                                     | 2008             |        |
| Giardini (I)      | Adelmo                            | con Eva Giardini                               |                                     | 2017             |        |
| Giardini (II)     | Pietro                            | con Zelinda (Rubbioli) Giardini                |                                     | 2017             |        |
| Gigli             | Antonio                           |                                                |                                     | 2013             |        |
| Gilardi           | Pietro                            | con Eugenia                                    | Olginate                            | 2015             |        |
| Giordano          | Francesco Alberto                 | con Camilla (Laj)                              |                                     | 2008             |        |
| Giorgetti         | Ezio                              |                                                | Bellaria-Igea Marina                | 5 maggio 1964    |        |
| Giorgi (I)        | Nello                             |                                                |                                     | 2014             |        |
| Giorgi (II)       | Vera (Bazzini)                    | con i genitori Eteocle Bazzini e Adele Bazzini |                                     | 2014             |        |
| Giovannozzi       | Giorgio                           | con Luisa Bezzan Giovannozzi                   |                                     | 3 maggio 1984    |        |
| Giovannucci       | Teresa                            | con Pietro                                     |                                     | 1993             |        |
| Girotti           | padre Giuseppe                    |                                                | Torino                              | 14 febbraio 1995 |        |
| Gradassi          | don Giulio                        |                                                | Castiglioni, Montespertoli, Firenze | 30 marzo 1975    |        |
| Granger           | Angela Maria (Rugginenti) Granger |                                                |                                     | 2014             |        |
| Grasso            | Luigi                             | con Maria Cagliero Grasso                      | Loreto di Fossano                   | 4 aprile 2001    |        |
| Guidi             | Otello                            |                                                | Roma, Lazio                         | 2007             |        |
| Guzzetti          | Virginio                          | con Linda Guzzetti                             |                                     | 2010             |        |

## H
| Cognome | Nome  | Altri giusti riconosciuti | Città | Data | Note |
| ------- | ----- | ------------------------- | ----- | ---- | ---- |
| Hugon   | Carlo |                           |       | 2013 |      |

## I

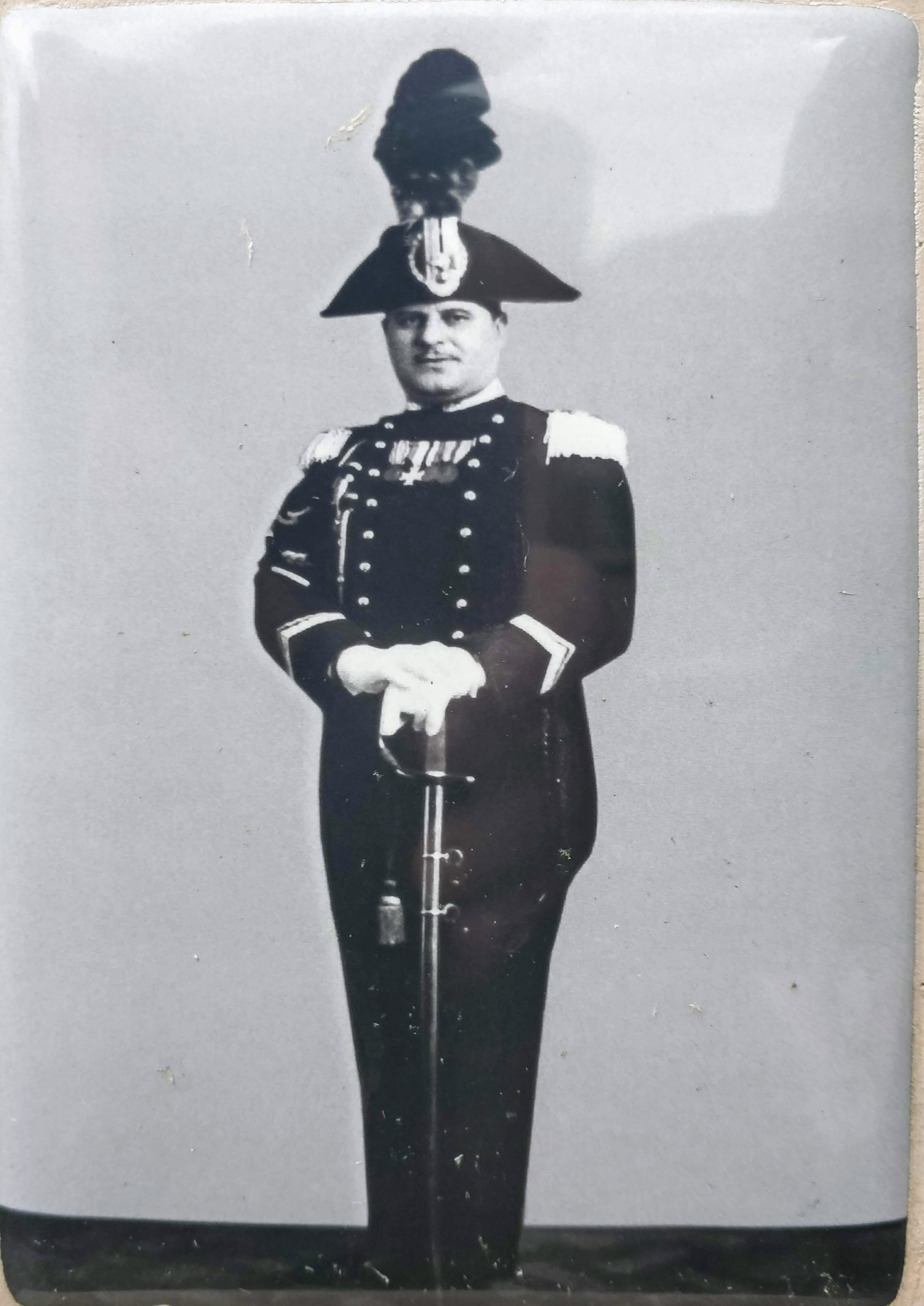
Giuseppe Ippoliti in uniforme

| Cognome   | Nome       | Altri giusti riconosciuti | Città        | Data | Note |
| --------- | ---------- | ------------------------- | ------------ | ---- | ---- |
| Iezzi     | Emidio     | con Milietta Iezzi        | Guardiagrele | 1996 |      |
| Innocenti | Alberto    |                           |              | 2012 |      |
| Ippoliti  | Giuseppe   | con Teresa Zani           | Pontevico    | 2019 |      |
| Isotton   | Ferdinando | con Evangelina Isotton    | Possagno     | 1990 |      |

## J

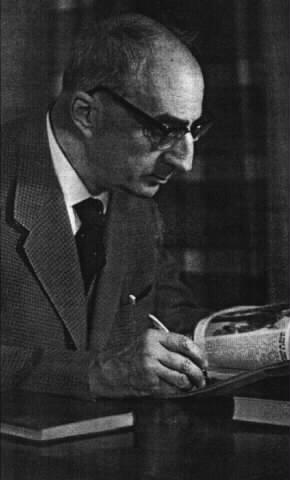
Arturo Carlo Jemolo

| Cognome | Nome         | Altri giusti riconosciuti                   | Città       | Data | Note |
| ------- | ------------ | ------------------------------------------- | ----------- | ---- | ---- |
| Jemolo  | Arturo Carlo | con Adele (Morghen) e la figlia Adele Maria | Roma, Lazio | 1968 |      |

## L
| Cognome        | Nome                            | Altri giusti riconosciuti                         | Città       | Data | Note |
| -------------- | ------------------------------- | ------------------------------------------------- | ----------- | ---- | ---- |
| Labadini       | Francesco                       |                                                   |             | 2015 |      |
| Lai            | Lelio                           | con Lina (Vannini) Lai                            |             | 1996 |      |
| Lavizzari      | Barbara (suor Maria Giuseppina) |                                                   |             | 2003 |      |
| Lazzarini      | Giacinto Domenico               |                                                   |             | 1978 |      |
| Lazzeri        | don Innocenzo                   |                                                   |             | 2015 |      |
| Lefevre        | Amedeo                          | con Nilde (Cesaretti) Lefevre                     | Roma, Lazio | 1992 |      |
| Lelli          | Alfredo                         | con Livia Lelli                                   | Maltignano  | 2004 |      |
| Lenti          | Ida (Brunelli) Lenti            |                                                   | Monselice   | 1993 |      |
| Lestini        | Pietro                          | con la figlia Giuliana Lestini                    | Roma, Lazio | 1995 |      |
| Levorato       | Giulio                          | con Stella (Colognato) Levorato                   | Venezia     | 2012 |      |
| Levrero        | don Emanuele                    |                                                   | Genova      | 2009 |      |
| Lobati         | Goffredo                        | con Stefania (Balocchi) Lobati e il figlio Adolfo |             | 2012 |      |
| Lomazzi (I)    | Davide                          | con Giovanna                                      |             | 2011 |      |
| Lomazzi (II)   | Erminio                         | con Ada                                           |             | 2011 |      |
| Lonardoni      | Giuseppe                        | con Genoveffa                                     |             | 2006 |      |
| Lorenzini (I)  | Antonio                         |                                                   |             | 2001 |      |
| Lorenzini (II) | Lorenzo                         | con Antonietta (Giudici) Lorenzini                | Firenze     | 2010 |      |
| Loriga         | Francesco                       | con Carmen Loriga                                 |             | 2008 |      |
| Lucchesi       | Mario                           |                                                   |             | 2015 |      |

## M

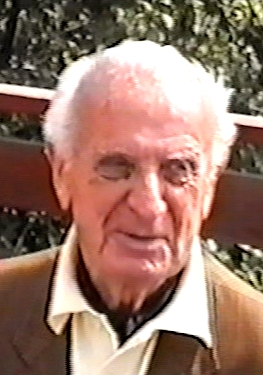
Francesco Moraldo

| Cognome            | Nome                                                 | Altri giusti riconosciuti                                | Città            | Data             | Note   |
| ------------------ | ---------------------------------------------------- | -------------------------------------------------------- | ---------------- | ---------------- | ------ |
| Maccia             | Guglielmo                                            | con Amelia Fassero Maccia                                | Milano           | 1995             |        |
| Magistrali         | don Ubaldo                                           |                                                          |                  | 2015             |        |
| Magna              | Battista                                             |                                                          | Magenta          | 22 dicembre 1997 |        |
| Magri              | Leonilde (Simonazzi)                                 |                                                          |                  | 2014             |        |
| Malan              | Silvia                                               |                                                          |                  | 24 febbraio 1981 |        |
| Mana               | don Antonio                                          |                                                          |                  | 2015             |        |
| Mancini            | Gustavo                                              |                                                          |                  | 31 gennaio 1978  |        |
| Mani               | Antonio                                              | con Bartolomea (Bertoli) Mani                            | Lavenone         | 2000             |        |
| Marcello Del Majno | Alessandro                                           |                                                          |                  | 2015             |        |
| Marcheggiani       | Ivo                                                  |                                                          |                  | 2012             |        |
| Marconi            | Giocondo                                             | con Annina Marconi                                       |                  | 2013             |        |
| Marcucci           | Mario                                                | con Maria Marcucci                                       | Roma, Lazio      | 6 maggio 2002    |        |
| Marie-Xavier       | Marie Marteau (madre Marie de Saint Francois Xavier) |                                                          | Roma, Lazio      | 6 maggio 2002    |        |
| Marozzini          | Mario                                                | con Annina Marozzini                                     |                  | 2013             |        |
| Marrone            | Calogero                                             |                                                          |                  | 2012             |        |
| Martella           | Mario                                                |                                                          | Roma, Lazio      | 30 agosto 2007   |        |
| Martinetti (I)     | Giacomo                                              | con Teresina Martinetti                                  |                  | 2013             |        |
| Martinetti (II)    | Giovanni                                             | con Lucia Martinetti                                     |                  | 2013             |        |
| Masciadri          | Ginevra Bedetti Masciadri                            |                                                          | Como, Lombardia  | 13 ottobre 2004  |        |
| Massarelli         | Giulio                                               |                                                          |                  | 2006             |        |
| Massi              | Gonippo                                              | con Nova Massi                                           |                  | 2017             |        |
| Materassi          | Sandro                                               | con Luisa (Guerra)                                       |                  | 2016             |        |
| Matti              | Armando                                              | con Clementina (Angeli)                                  |                  | 2018             |        |
| May                | Ernesto                                              |                                                          | Crema            | 21 novembre 2007 |        |
| Mazza              | Giuseppe                                             | con Maria Bonaiti Mazza                                  |                  | 4 settembre 1997 |        |
| Mazzanti           | Armando                                              | con Rachele (Dotti)                                      |                  | 2013             |        |
| Mazzarello         | don Luigi                                            |                                                          |                  | 2012             |        |
| Mazzocca           | Aldo                                                 | con Ester Mazzocca                                       |                  | 2016             |        |
| Mazzocchi          | Adele                                                | con Emma e Gina                                          |                  | 2009             |        |
| Mecacci            | don Vivaldo                                          |                                                          |                  | 31 gennaio 1978  |        |
| Meinardi           | Giuseppe                                             |                                                          | Cuneo            | 16 dicembre 1998 |        |
| Melani             | don Alfredo                                          |                                                          | Roma             | 2 settembre 1999 |        |
| Melli              | Milena                                               |                                                          |                  | 2018             |        |
| Meneghello         | Mons. Giacomo                                        |                                                          |                  | 2015             |        |
| Mengozzi           | mons. Duilio                                         |                                                          | Sansepolcro      | 3 settembre 2013 |        |
| Michelone          | don Martino                                          |                                                          | Moransengo       | 8 maggio 2011    | [ 39 ] |
| Milana             | Agapito                                              | con Assunta Milana e i figli Angelo Maria, Giulia e Lida | Olevano Romano   | 4 aprile 2001    |        |
| Milesi             | Isacco                                               |                                                          |                  | 2011             |        |
| Minardi            | Luisa                                                |                                                          | Parma            | 25 agosto 2003   |        |
| Mistruzzi          | Aurelio                                              | con Melania (Yaiteles) Mistruzzi                         |                  | 2007             |        |
| Moglia             | Ugo                                                  |                                                          | Torino           | 1º gennaio 2004  |        |
| Molinari           | Autorina (Severini)                                  |                                                          |                  | 2008             |        |
| Molinari           | Nella                                                |                                                          |                  | 2022             | [ 36 ] |
| Montanari          | Michele                                              |                                                          |                  | 2015             |        |
| Montesano          | Giuseppe                                             | con Filomena Bianculli Montesano                         | Roma             | 20 giugno 2006   |        |
| Moraldo            | Francesco                                            |                                                          | Creppo di Triora | 11 febbraio 1999 |        |
| Morandini          | Irma (Milanesi)                                      |                                                          |                  | 2017             |        |
| Morani             | Vittoria Maria                                       |                                                          |                  | 2013             |        |
| Moreali            | Giuseppe                                             |                                                          | Nonantola        | 18 febbraio 1964 |        |
| Morganti           | Guido                                                |                                                          | Cattolica        | 14 gennaio 2007  |        |
| Mosca-Goretta      | Luigi                                                | con Maria (Scagnelli) Mosca-Goretta                      |                  | 2011             |        |
| Mucciarini         | Alfonso                                              |                                                          |                  | 2015             |        |
| Muratori           | Gino                                                 | con Pina                                                 | Ravenna          | 2007             |        |
| Musso              | Renato                                               | con Enrica Cavalchini Musso                              | Roma             | 16 dicembre 1998 |        |

## N

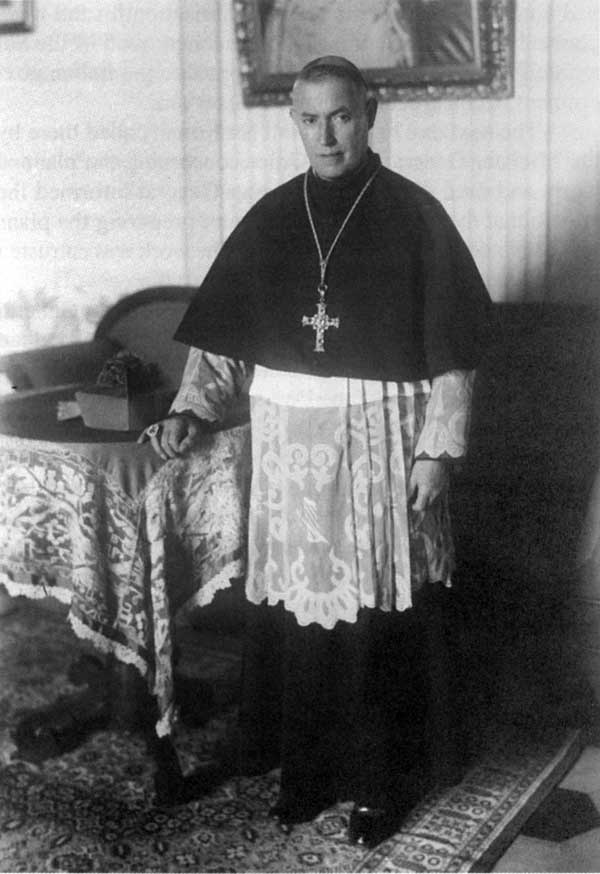
Mons. Giuseppe Nicolini

| Cognome          | Nome                   | Altri giusti riconosciuti        | Città      | Data             | Note |
| ---------------- | ---------------------- | -------------------------------- | ---------- | ---------------- | ---- |
| Napoleone        | Raffaello              | con Caterina                     |            | 2007             |      |
| Nardini          | Clotilde               |                                  |            | 2017             |      |
| Natali           | Umberto                | con Amina Nuget Natali           | Pescia     | 26 novembre 2003 |      |
| Natoni           | Ferdinando             |                                  | Roma       | 14 novembre 1994 |      |
| Nembrini-Gonzaga | Alberto                | con Maria (Benadduci)            |            | 2012             |      |
| Nepi             | Bista                  | con Stella                       |            | 2018             |      |
| Neri             | Dario                  | con il padre Paolo               | Murlo      | 3 ottobre 2012   |      |
| Niccacci         | padre Rufino           |                                  | Assisi     | 17 aprile 1974   |      |
| Nicoli           | Eadoardo               | con Elisabetta (Belotti) Nicoli  |            | 2018             |      |
| Nicolini         | mons. Giuseppe Placido |                                  | Assisi     | 6 dicembre 1977  |      |
| Nodari           | Francesco Lorenzo      | con Maria Chiara Carnazzi Nodari | Gandino    | 9 agosto 2004    |      |
| Nucciarelli      | Agostino               | con Annunziata Simonelli         | Pitigliano | 18 marzo 2002    |      |

## O

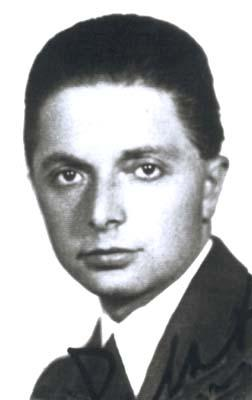
Giovanni Palatucci

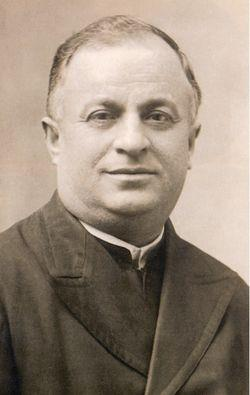
don Pietro Pappagallo

Giorgio Perlasca

| Cognome   | Nome        | Altri giusti riconosciuti | Città                 | Data | Note |
| --------- | ----------- | ------------------------- | --------------------- | ---- | ---- |
| Oberto    | Luigi       | con Maria (Roggero)       | La Morra              | 1998 |      |
| Ollari    | don Ernesto |                           | Canesano di Calestano | 1999 |      |
| Ongaro    | Bortolo     | con Battistina            | Gandino               | 2004 |      |
| Ordan     | Cesare      | con Linda (Piron)         | Campolongo Maggiore   | 2013 |      |
| Ottonello | Giacomo     | con la sorella Rosetta    |                       | 2015 |      |

## P
| Cognome     | Nome            | Altri giusti riconosciuti                   | Città          | Data              | Note   |
| ----------- | --------------- | ------------------------------------------- | -------------- | ----------------- | ------ |
| Pace        | Angelo          | con Filomena Pace                           |                | 19 novembre 1979  |        |
| Palatucci   | Giovanni        |                                             | Fiume          | 12 settembre 1990 |        |
| Palazzini   | card. Pietro    |                                             | Roma           | 26 maggio 1983    |        |
| Pancani     | Leonilda        |                                             |                | 11 febbraio 1999  |        |
| Pannini     | Elvira          |                                             |                | 26 ottobre 1982   |        |
| Paoli       | don Arturo      |                                             | Lucca          | 19 maggio 1999    |        |
| Pappagallo  | don Pietro      |                                             |                | 2018              |        |
| Parenti     | Armando         | con Margherita Parenti                      |                | 2006              |        |
| Pasin       | don Ferdinando  |                                             | Treviso        | 23 dicembre 1999  |        |
| Perez       | Luigi Perez     | con Sandra Perez                            | Gazzo Veronese | 2 agosto 1999     |        |
| Perlasca    | Giorgio         |                                             | Budapest       | 9 giugno 1988     | [ 40 ] |
| Perna       | Giovanni        | con Renata (Servilli)                       |                | 2014              |        |
| Perron      | don Cirillo     |                                             |                | 2014              |        |
| Perrone     | Lorenzo         |                                             |                | 7 giugno 1998     |        |
| Perugini    | Stefano         | con Adele Mozzetti Perugini e il figlio Sem | Pitigliano     | 18 marzo 2002     |        |
| Pesante     | Giovanni        | con Angelica Pesante                        |                | 26 maggio 1983    |        |
| Piana       | Ercole          | con Gina                                    |                | 10 agosto 1978    |        |
| Piccinini   | don Gaetano     |                                             | Roma           | 2011              | [ 41 ] |
| Pigliapoco  | Attilio         | con Lidia                                   | Polverigi      | 27 giugno 1995    |        |
| Poce        | Maria           | con la madre Virginia                       |                | 2012              |        |
| Poli        | Manlio          | con Sara (Penasa)                           |                | 2008              |        |
| Pollo       | Giuseppe        |                                             |                | 2006              |        |
| Pompignoli  | madre Benedetta |                                             |                | 2018              |        |
| Porena-Mori | Linda           |                                             |                | 2005              |        |
| Posta       | don Ottavio     |                                             | Isola Maggiore | 15 settembre 2011 | [ 42 ] |
| Pretti      | Felice          | con Giuseppina Gusmano Pretti               |                | 11 ottobre 2000   |        |
| Pricco      | Domenico        | con Maria                                   |                | 2013              |        |
| Pugi        | Luigi           |                                             |                | 27 gennaio 1977   |        |
| Pupita      | Giuseppe        | con Elena e la figlia Anna Maria            |                | 2015              |        |

## R

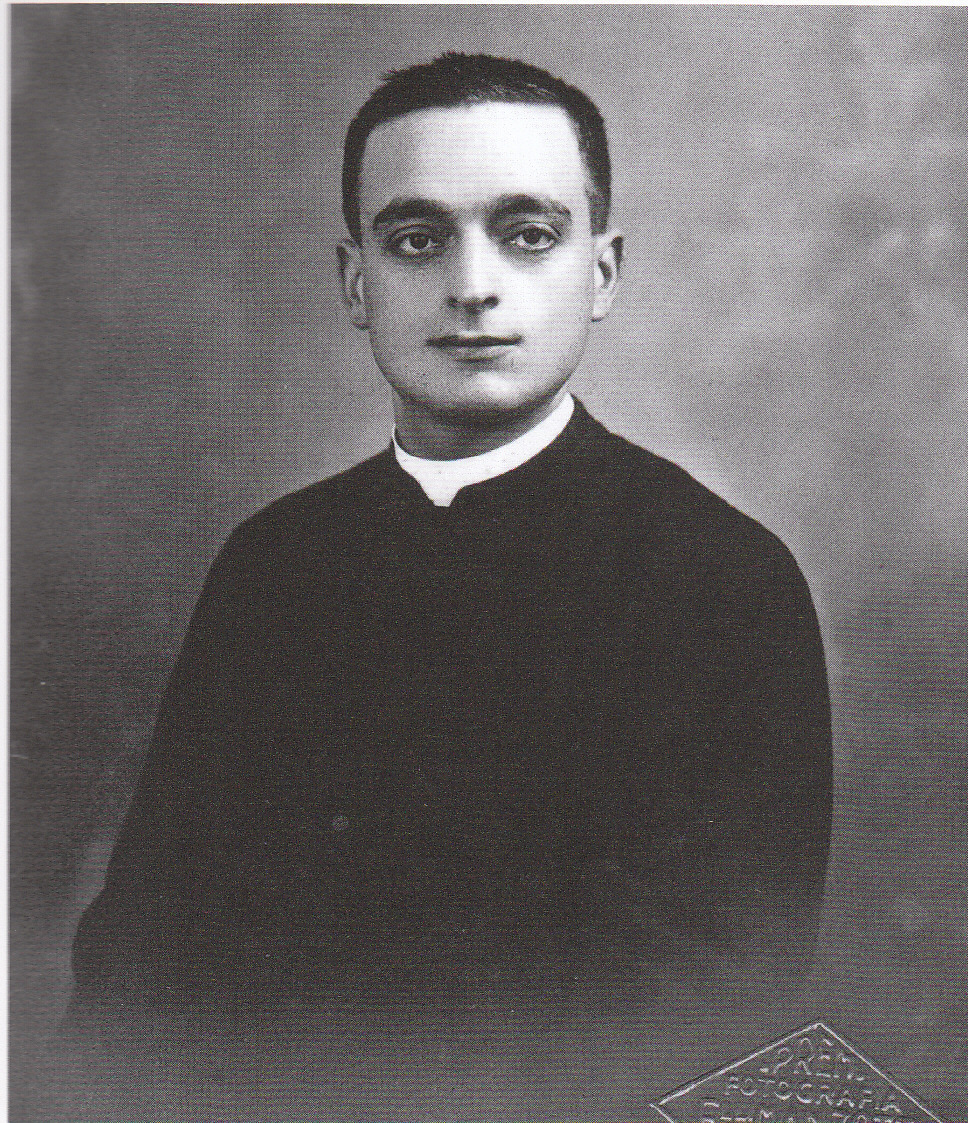
don Benedetto Richeldi

| RICHELDI    | BENEDETTO         | Altri giusti riconosciuti      | Città       | Data              | Note |
| ----------- | ----------------- | ------------------------------ | ----------- | ----------------- | ---- |
| Raffa       | mons. Maurizio    |                                | Roma        | 23 novembre 2009  |      |
| Ragionieri  | Alberto           | con Clelia Casolino Ragionieri |             | 23 agosto 2004    |      |
| Raimondo    | Matteo            | con Maria e il figlio Giuseppe |             | 2013              |      |
| Raspino     | padre Francesco   |                                | Saluzzo     | 22 maggio 1983    |      |
| Ravera      | Carlo             | con Maria                      | Alba        | 23 gennaio 1975   |      |
| Recchia     | Emilio            |                                |             | 2013              |      |
| Repetto     | don Francesco     |                                | Genova      | 29 aprile 1976    |      |
| Riccardi    | Pellegrino        |                                |             | 26 dicembre 1988  |      |
| Richeldi    | don Benedetto     |                                |             | 3 maggio 1973     |      |
| Richetto    | Carmelo           | con Angiola Quattrin Richetto  | Villar Dora | 13 settembre 1982 |      |
| Ricotti     | padre Cipriano    |                                | Firenze     | 10 dicembre 1972  |      |
| Righi       | Ostilio           | con Fernanda Righi             |             | 2009              |      |
| Rizzetto    | Carlotta Noemi    |                                |             | 2009              |      |
| Rizzolio    | Beatrice          |                                |             | 23 gennaio 1975   |      |
| Roda-Boggio | Clotilde          |                                |             | 1986              |      |
| Romani      | Maria             |                                |             | 2013              |      |
| Romoli      | Egisto            |                                |             | 2012              |      |
| Rosadini    | mons. Luigi       |                                |             | 26 ottobre 1982   |      |
| Rossi (I)   | Giuseppe Mansueto | con Maria (Rossi)              |             | 2015              |      |
| Rossi (II)  | Piero             | con Raimonda (Mailini)         |             | 2007              |      |
| Rotta       | mons. Angelo      |                                | Budapest    | 16 luglio 1997    |      |
| Rudelli     | Vincenzo          |                                | Gandino     | 9 agosto 2004     |      |

## S

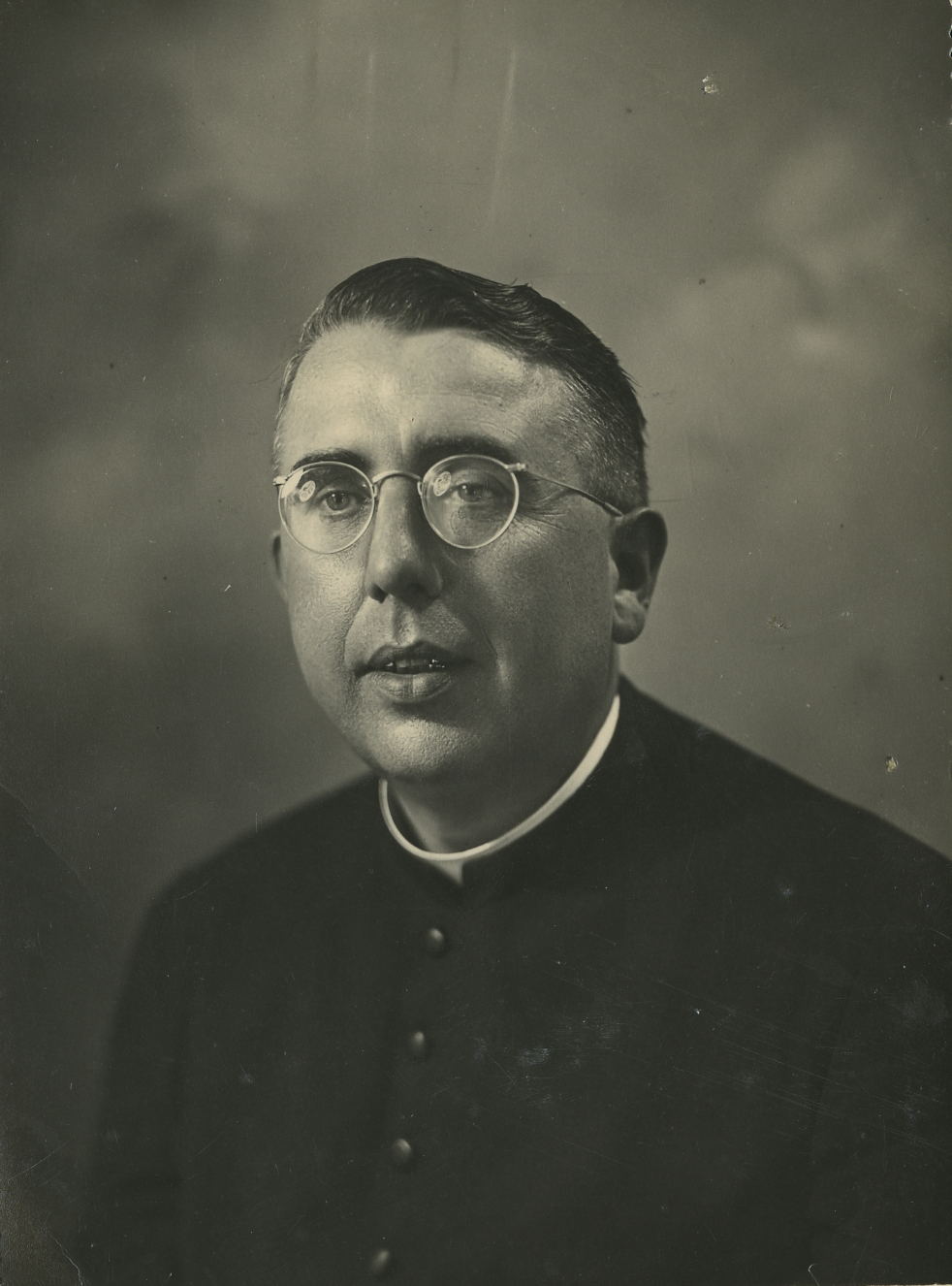
don Dante Sala

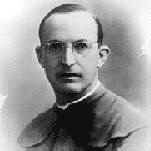
don Emanuele Stablum

| Cognome      | Nome                      | Altri giusti riconosciuti         | Città                             | Data              | Note   |
| ------------ | ------------------------- | --------------------------------- | --------------------------------- | ----------------- | ------ |
| Sacchi (I)   | Riccardo Sacchi           | con Edmea Sacchi                  | Sustinente                        | 1999              |        |
| Sacchi (II)  | Vando Sacchi              | con Ebe                           |                                   | 2000              |        |
| Sala (I)     | Anna                      |                                   | Venezia                           | 2000              |        |
| Sala (II)    | Dante                     |                                   | Mirandola                         | 1969              |        |
| Salvi (I)    | don Carlo                 |                                   | Genova                            | 1976              |        |
| Salvi (II)   | Elena                     |                                   |                                   | 2005              |        |
| Santerini    | Mario                     | con Lina                          | Firenze                           | 1966              |        |
| Sapino       | Giuseppe                  |                                   | Pranzalito a San Martino Canavese | 1989              |        |
| Saracco      | Michelina                 |                                   | Govone                            | 1988              |        |
| Sarcoli      | Livia                     |                                   |                                   | 2014              |        |
| Scarlatti    | Gino                      | con Esterina                      |                                   | 2008              |        |
| Schivo (I)   | Andrea                    |                                   |                                   | 2010              |        |
| Schivo (II)  | Mons. Beniamino           |                                   | Città di Castello                 | 1986              |        |
| Scrivani     | Giuseppe                  | con Teresa (Muzio)                |                                   | 2004              |        |
| Selvi        | Gino                      | con Rina                          |                                   | 2006              |        |
| Senise       | Francesco                 | con Gilda (Rossi)                 |                                   | 2009              |        |
| Serafini     | Francesca                 |                                   |                                   | 2013              |        |
| Sergiani     | Enrico                    | con Luigina (Manzaroli)           |                                   | 1994              |        |
| Serra        | Fernando                  | con Eugenia (Cutelli)             |                                   | 2013              |        |
| Serrani      | Villebaldo                | con Teresa                        |                                   | 2007              |        |
| Servalli     | Giovanni                  |                                   | Gandino                           | 2004              |        |
| Sgatti       | Alessandro                | con Irina Sgatti e la figlia Luce | Marina di Carrara                 | 1981              |        |
| Sibona       | Enrico                    |                                   | Maccagno                          | 1992              |        |
| Signori      | Gino                      |                                   | Amburgo                           | 1984              |        |
| Silvestri    | Maria Adelaide (Sabatini) |                                   |                                   | 2014              |        |
| Simeoni      | don Giovanni              |                                   | Firenze e Treviso                 | 1965              |        |
| Simonelli    | Domenico                  | con Letizia (Serri)               | Pitigliano                        | 18 marzo 2002     |        |
| Soffici (I)  | Dante                     | con Giulia                        | Brollo di Figline Valdarno        | 14 novembre 1988  |        |
| Soffici (II) | Oreste                    | con Mariana                       |                                   | 1988              |        |
| Sonno        | Fortunato                 |                                   | Pitigliano                        | 30 maggio 2002    |        |
| Sotgiu       | Girolamo                  | con Bianca (Ripepi)               |                                   | 2015              |        |
| Spada        | Lorenzo                   |                                   | Demonte                           | 14 novembre 1974  |        |
| Spingi       | Vito                      |                                   |                                   | 10 settembre 1974 |        |
| Stablum      | padre Emanuele            |                                   | Roma                              | 16 aprile 2001    |        |
| Staderini    | Fausto                    | con Bice (Gilardoni)              | Roma                              | 21 giugno 2010    | [ 43 ] |
| Stefanina    | Suor Stefanina            |                                   |                                   | 2015              |        |
| Stocco       | don Oddo                  |                                   | San Zenone degli Ezzelini         | 2011              |        |
| Stortini     | Quirino                   | con Sperandia                     |                                   | 2006              |        |
| Succi        | Luigi                     | con Maria Pini                    |                                   | 2013              |        |
| Supino       | Luigi                     |                                   |                                   | 2018              |        |

## T

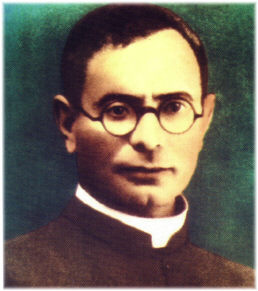
don Gaetano Tantalo

| Cognome        | Nome                | Altri giusti riconosciuti                    | Città        | Data | Note   |
| -------------- | ------------------- | -------------------------------------------- | ------------ | ---- | ------ |
| Tagliabue      | Luigi               | con Angela (Mariani)                         | Desio        | 1989 |        |
| Tagni          | Rocco               | con Giuseppina (Oberti)                      |              | 2008 |        |
| Talamonti (I)  | Adelino             | con il figlio Fides                          | Offida       | 1979 |        |
| Talamonti (II) | Camillo             | con i figli Fernando e Emma (madre Fernanda) | Offida       | 1979 |        |
| Tambalo        | Alberto             |                                              |              | 2013 |        |
| Tambini        | Aurelio             | con Aurelia e i figli Vincenzo e Rosita      | Bagnacavallo | 1974 |        |
| Tana           | Giuseppe            | con Anita                                    |              | 2018 |        |
| Tani           | Raffaello           | con Iolanda                                  |              | 2006 |        |
| Tantalo        | don Gaetano         |                                              | Tagliacozzo  | 1978 | [ 44 ] |
| Taroli         | Emilia (suor Paola) |                                              | Venezia      | 2013 |        |
| Tiberti        | Egidio              | con Maria (Barberi)                          |              | 2008 |        |
| Tiburzio       | Giuseppe Tiburzio   | con i genitori Giovanni e Emma               |              | 1974 |        |
| Tirapani       | Mario               |                                              |              | 2014 |        |
| Tirelli        | Francesco           |                                              |              | 2008 |        |
| Togliatto      | Giuseppe            | con Giuseppina (Favero)                      |              | 2012 |        |
| Tomatis        | Maddalena (Giruado) |                                              |              | 2016 |        |
| Torreggiani    | Fernando            |                                              | Marchirolo   | 2001 |        |
| Tosi           | Angelo              | con Teresa                                   |              | 2012 |        |
| Toscanini      | Arturo              |                                              |              | 2000 | [ 45 ] |
| Tredici        | Vittorio            |                                              | Roma         | 1997 |        |
| Trella         | Serafino            | con Amalia (de Rosa)                         |              | 2011 |        |
| Tribbioli      | suor Maria Agnese   |                                              |              | 2009 |        |
| Turrini        | Adele               |                                              |              | 1981 |        |

## V

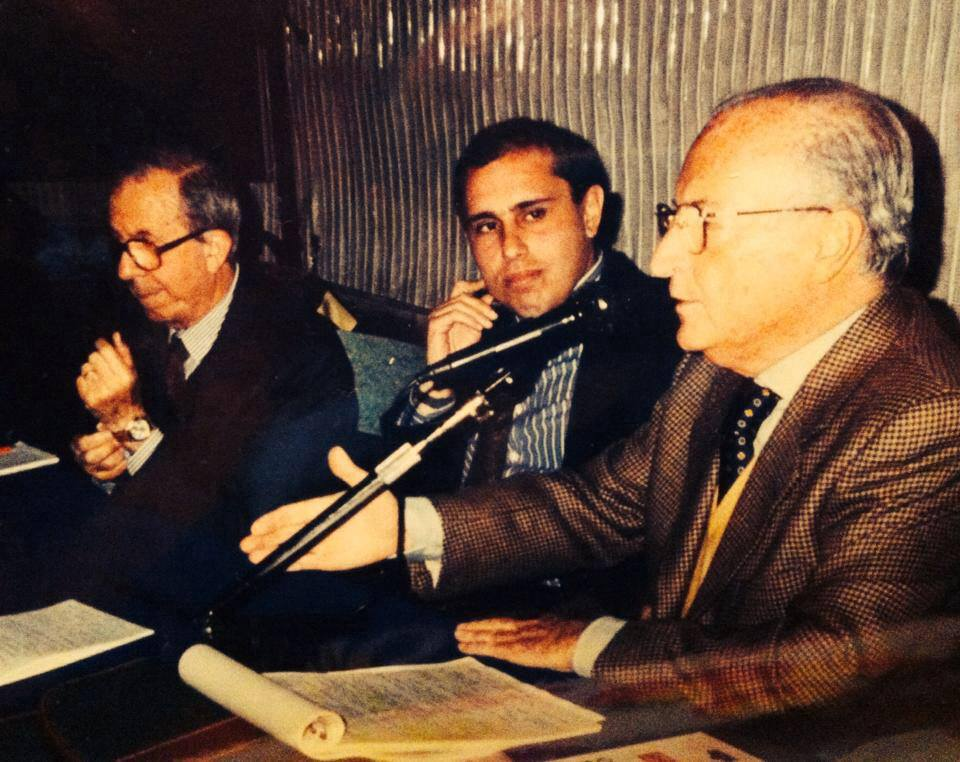
Mons. Gennaro Verolino

| Cognome    | Nome               | Altri giusti riconosciuti                                                                | Città              | Data | Note |
| ---------- | ------------------ | ---------------------------------------------------------------------------------------- | ------------------ | ---- | ---- |
| Vagni      | Alberto            |                                                                                          |                    | 2014 |      |
| Vaiani     | Caterina           |                                                                                          | Magenta            | 1997 |      |
| Valacchi   | Vittoria           |                                                                                          |                    | 2013 |      |
| Vannelli   | Amelio             |                                                                                          |                    | 2014 |      |
| Vannini    | Caterina (Mecacci) |                                                                                          |                    | 1978 |      |
| Varoli     | Luigi              | con Anna                                                                                 | Cotignola          | 2002 |      |
| Venturino  | Giovanna (Negro)   | con le figlia Maria Teresa Amedea Segre e la sorella Margherita Soliani Raschini (Negro) |                    | 2012 |      |
| Verolino   | Mons. Gennaro      |                                                                                          | Budapest e Roma    | 2005 |      |
| Vespignani | suor Benedetta     |                                                                                          |                    | 1994 |      |
| Viale      | don Raimondo       |                                                                                          | Borgo San Dalmazzo | 2000 |      |
| Villani    | Mara (Muggiani)    |                                                                                          |                    | 2013 |      |
| Vinay      | Past. Tullio       |                                                                                          | Firenze            | 1981 |      |
| Vincenti   | don Federico       |                                                                                          | Perugia            | 1997 |      |
| Virgili    | Virgilio Virgili   | con Daria (Maestrini) e le figlie Mercedes Virgili Faraoni & Gianna Virgili Carnali      | Secchiano di Cagli | 1992 |      |

## W
| Cognome | Nome               | Città                              | Data            | Persone salvate           | Note   |
| ------- | ------------------ | ---------------------------------- | --------------- | ------------------------- | ------ |
| Wiel    | Alessandro e Luisa | Quartarezza e Azzanello di Pasiano | 27 gennaio 1997 | Gilda e Marcello Morpurgo | [ 46 ] |

## Z
| Cognome    | Nome                  | Città              | Data             | Persone salvate                          | Note          |
| ---------- | --------------------- | ------------------ | ---------------- | ---------------------------------------- | ------------- |
| Zanardi    | Francesco e Ottavia   | Roma               | 22 aprile 2012   | —                                        | [ 47 ]        |
| Zanchi     | Margherita (Beduschi) | Rivarolo Mantovano | 8 febbraio 2000  | Clara, Giorgio, Leone e Susanna Benyacar | [ 48 ]        |
| Zanganelli | Girolamo e Giuseppina | Capranica          | 11 febbraio 2007 | Speranza Sonnino e 23 altre              | [ 49 ]        |
| Zanoletti  | Mario                 | Roma               | 14 agosto 2006   | Maria Luisa Fornari e 5 altre            | [ 50 ]        |
| Zanzi      | Vittorio e Serafina   | Cotignola          | 25 marzo 2002    | Ettore Pegna e 9 altre                   | [ 51 ]        |
| Zapponini  | Alberto               | Roma               | 6 agosto 2019    | Ada, Ida e Fausto Fiorentini             | [ 52 ] [ 53 ] |
| Zara       | Adele                 | Dolo e Oriago      | 25 febbraio 1996 | Carlo, Elisa e Silvia Levi               | [ 54 ]        |
| Zenari     | Eugenio e Teresa      | Moruri             | 10 luglio 2006   | Irma Rimini e 4 altre                    | [ 55 ]        |